# Záhor
Záhor – wieś (obec) na Słowacji położona w kraju koszyckim, w powiecie Sobrance. Pierwsze wzmianki o miejscowości pochodzą z roku 1326.
Według danych z dnia 31 grudnia 2012, wieś zamieszkiwało 651 osób, w tym 337 kobiet i 314 mężczyzn.
W 2001 roku rozkład populacji względem narodowości i przynależności etnicznej wyglądał następująco:
- Słowacy – 98,52%
- Czesi – 0,27%
- Romowie – 0,13%
- Ukraińcy – 0,94%

Ze względu na wyznawaną religię struktura mieszkańców kształtowała się w 2001 roku następująco:
- Katolicy rzymscy – 15,23%
- Grekokatolicy – 25,34%
- Prawosławni – 1,35%
- Ateiści – 1,89%
- Nie podano – 0,13%